# Джо Воллакотт
Джо Воллакотт (англ. Joe Wollacott, нар. 8 вересня 1996, Бристоль) — ганський та англійський футболіст, воротар шотландського клубу «Гіберніан» та національної збірної Гани.

## Клубна кар'єра
Народився 8 вересня 1996 року в місті Бристоль. Вихованець футбольної школи клубу «Бристоль Сіті». За першу команду воротар так і не дебютував, виступаючи на правах оренди у низці нижчолігових англійських клубів, а також у норвезькому «Бергсеї», зігравши 13 ігор у четвертому за рівнем дивізіоні країни.
У червні 2021 року Воллакотт підписав із «Свіндон Таун» однорічний контракт, а по його завершенні 23 червня 2022 року Воллакотт приєднався до «Чарльтон Атлетика», уклавши трирічну угоду.
23 червня 2023 року перейшов у шотландський «Гіберніан», підписавши трирічний контракт. 3 серпня дебютував за команду у матчі Ліги конференцій проти андоррського «Інтера» (6:1), але під час цього матчу отримав травму стегна і був замінений на Макса Боруца.

## Виступи за збірну
9 жовтня 2021 року дебютував в офіційних іграх у складі національної збірної Гани у відбірковому матчі до чемпіонату світу 2022 року проти Зімбабве (3:1), а на початку наступного року у складі збірної був учасником Кубка африканських націй 2021 року у Камеруні, де зіграв усі три матчі — проти Марокко (0:1), проти Габону (1:1) і проти Коморських островів (2:3), але команда посіла останнє місце у групі і вилетіла з турніру.
| Дата       | Місто     | Господарі | Результат | Гості             | Турнір                                   | Голи | Примітки |
| ---------- | --------- | --------- | --------- | ----------------- | ---------------------------------------- | ---- | -------- |
| 9-10-2021  | Кейп-Кост | Гана      | 3 – 1     | Зімбабве          | Відбір до ЧС 2022                        | -1   |          |
| 12-10-2021 | Хараре    | Зімбабве  | 0 – 1     | Гана              | Відбір до ЧС 2022                        | -    |          |
| 11-11-2021 | Совето    | Ефіопія   | 1 – 1     | Гана              | Відбір до ЧС 2022                        | -1   |          |
| 14-11-2021 | Кумасі    | Гана      | 1 – 0     | ПАР               | Відбір до ЧС 2022                        | -    |          |
| 10-1-2022  | Яунде     | Марокко   | 1 – 0     | Гана              | Кубок африканських націй 2021 - 1-й етап | -1   |          |
| 14-1-2022  | Яунде     | Габон     | 1 – 1     | Гана              | Кубок африканських націй 2021 - 1-й етап | -1   | 81'      |
| 18-1-2022  | Гаруа     | Гана      | 2 – 3     | Коморські Острови | Кубок африканських націй 2021 - 1-й етап | -3   |          |
| 25-3-2022  | Кумасі    | Гана      | 0 – 0     | Нігерія           | Відбір до ЧС 2022                        | -    |          |
| 29-3-2022  | Абуджа    | Нігерія   | 1 – 1     | Гана              | Відбір до ЧС 2022                        | -1   | 90+3'    |
| 1-6-2022   | Кейп-Кост | Гана      | 3 – 0     | Мадагаскар        | Відбір до Кубка африканських націй 2023  | -    |          |
| 23-9-2022  | Гавр      | Бразилія  | 3 – 0     | Гана              | товариський матч                         | -3   |          |
| Усього     |           | Матчів    | 11        |                   | Голів                                    | -11  |          |